# 康特拉 (內布拉斯加州)
康特拉（英語：Conterra）是位於美國內布拉斯加州切里縣的非建制地區。

## 歷史
康特拉的郵局於1913年設立，其後於1934年停運。

## 地理
康特拉所處的海拔為高於海平面908米（即2979英呎），而該地所採用的時區為UTC-6，即北美中部时区（CST）。同時該地設有夏令時間，為UTC-6調快一小時，即UTC-5（CDT）。